# Hội chứng Stendhal
Hội chứng Stendhal hoặc hội chứng Florence là một tình trạng tâm thần liên quan đến nhịp tim nhanh, ngất xỉu, lú lẫn và thậm chí là ảo giác, được cho là xảy ra khi các cá nhân tiếp xúc với các đồ vật, tác phẩm nghệ thuật hoặc hiện tượng đẹp đẽ và cổ kính.

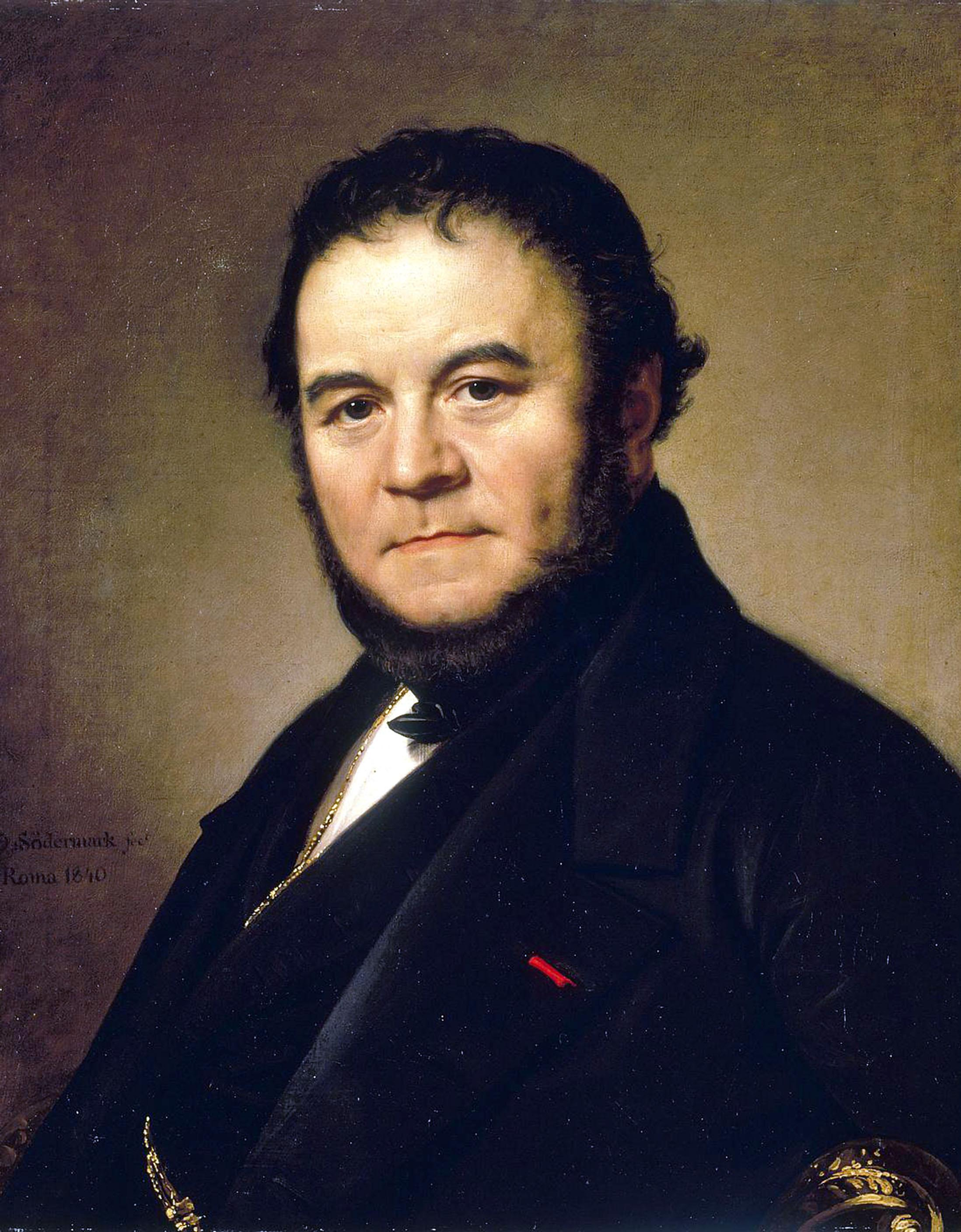
Hội chứng Stendhal được đặt theo tên của Marie-Henri Beyle (1783–1842), được biết đến nhiều với bút danh Stendhal.

Một tài liệu gần đây hơn về hội chứng Stendhal là vào năm 2018, một du khách đến thăm Phòng trưng bày Uffizi ở Florence bị nhồi máu cơ tim khi chiêm ngưỡng tác phẩm Sự ra đời của thần Vệ nữ của Sandro Botticelli.